# Old Crow (Canadà)
Old Crow (Teechik en kutchin) és una comunitat seca situada al territori canadenc del Yukon, en un medi periglacial. A data de 2008 tenia 267 habitants, la majoria dels quals pertanyien a la Primera Nació Vuntut Kutchin ameríndia de parla kutchin. La comunitat es troba a la vora del riu Porcupine, a la regió septentrional del territori. Old Crow és l'única comunitat del Yukon a la qual no es pot arribar en cotxe, de manera que cal prendre un vol cap a l'aeroport d'Old Crow per arribar-hi.